# گرجی‌محله
گرجی‌محله یکی از روستاهای استان مازندران ایران، واقع در بخش مرکزی شهرستان بهشهر است.
این روستا در دهستان کوهستان قرار دارد و بر اساس سرشماری عمومی نفوس و مسکن در سال ۱۳۹۵، جمعیت آن ۶۱۲۹ نفر (در ۲۰۱۴ خانوار) بوده است.

## جغرافیا
گرجی محله از غرب به شهر رستمکلا و از شرق به روستای آسیاب‌سر همجوار می‌باشد.
این روستا از سه قسمت میان‌ده، محمد تسکه محله و برخل تشکیل شده است.
غارهای معروف: غار قلقلی، غار نرگسی، غار آتش‌پرست، غار گره سری

## تاریخچه
تاریخ پیدایش روستا مشخص نیست در برخی منابع آمده که این در منطقه تمدن باستانی در زمان اشکانیان وجود داشته و این منطقه را آرشیک می‌نامیدند. گرجی‌های مازندران توسط شاه عباس یکم در حملات او به گرجستان، به ایران تبعید شده‌اند، این مردم زبان و مذهب خود را از دست داده‌اند و شیعه شده‌اند، اما علی‌رغم همه چیز هنوز قیافهٔ جسمانی هم نژادان قفقازی خود را حفظ کرده‌اند تا چند سال پیش پیرمردها به زبان گرجی صحبت می‌کردند، تنها تعداد انگشت شماری از کلمه گرجی و پسوند گرجی بعد از اسم فامیل خود را حفظ کرده‌اند. اهالی روستای گرجی محله در حال حاضر به زبان مازندرانی صحبت می‌کنند. گرچه ندرت بعضی از کلمات و اصطلاحات گرجی در زبان محاورهٔ ساکنین گرجی محله به کار برده می‌شود که برای نسل جوان و تحصیل کرده این روستا اصل و ریشه این واژه‌ها مشخص نیست و خود نیاز به تحقیق گسترده دارد.

## آثار ملی و بناهای مهم
عمارت صیامی اثر ملی ثبت شده به شماره ۵۴۰۷ در شرق گرجی محله واقع شده است. این اثر در تاریخ ۱۳۸۰/۱۲/۲۵ ثبت شده است.
محمد رضا اسحاقی گرجی، منزل خود را برای تأسیس فرهنگسرای شرق مازندران اختصاص داده است.

## مشاهیر
- محمدصادق اسحاقی گرجی: (ونوشه) موسیقی دان
- محمدرضا اسحاقی گرجی موسیقیدان
- علی اکبر صیامی اولین مهندس راه‌وساختمان در بهشهر
- مجید اسحاقی گرجی دانشمند ریاضی فیزیک
- محمد تقی صیامی گرجی[پیوند مرده]: شاعر و مداح اهل بیت
- علی سیاح گرجی قاری بین‌المللی قرآن کریم
- سید جواد منافی بازیکن سابق تیم ملی فوتبال

## نگارخانه

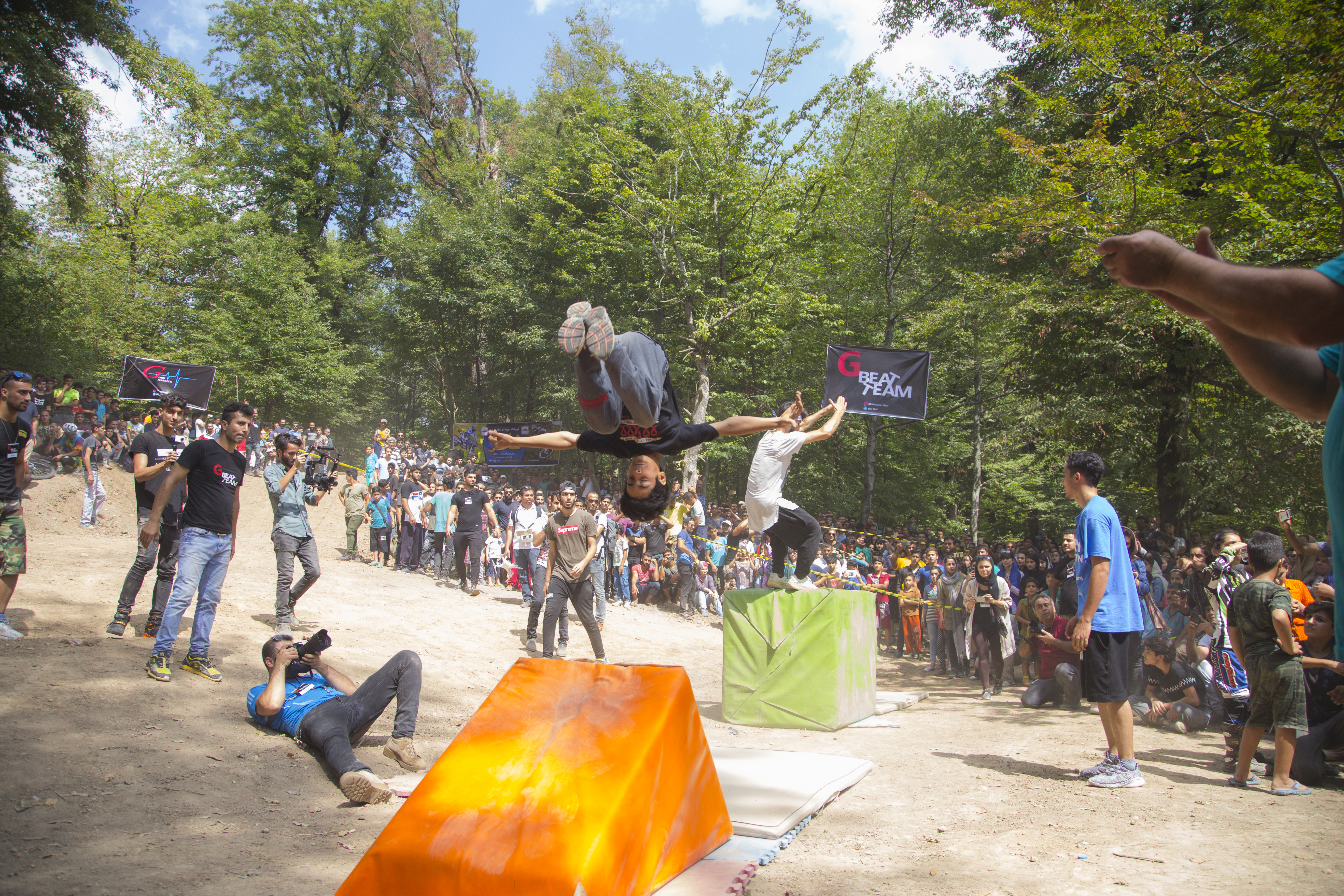
فستیوال نبض در گرجی محله
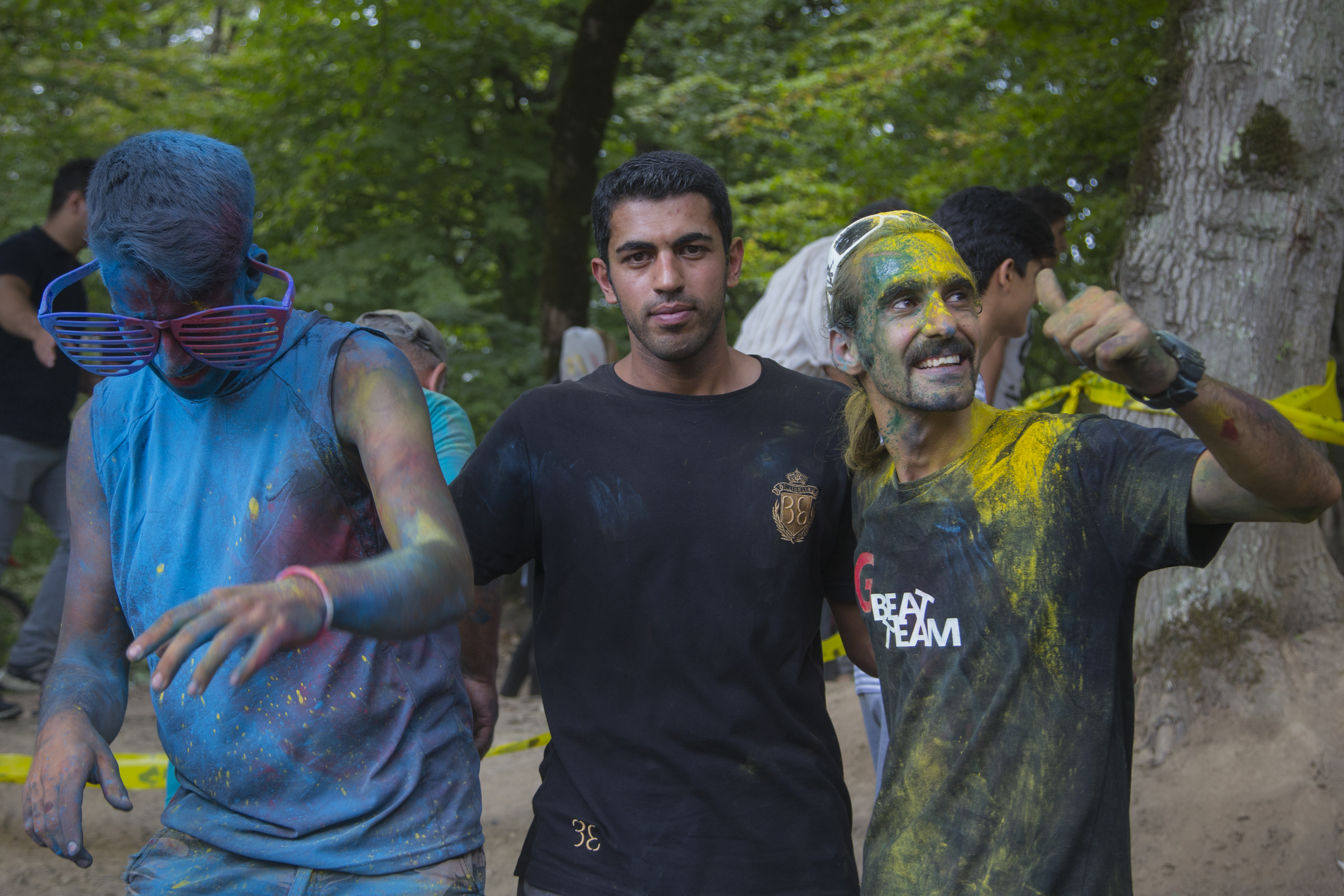
جشن رنگها در گرجی محله
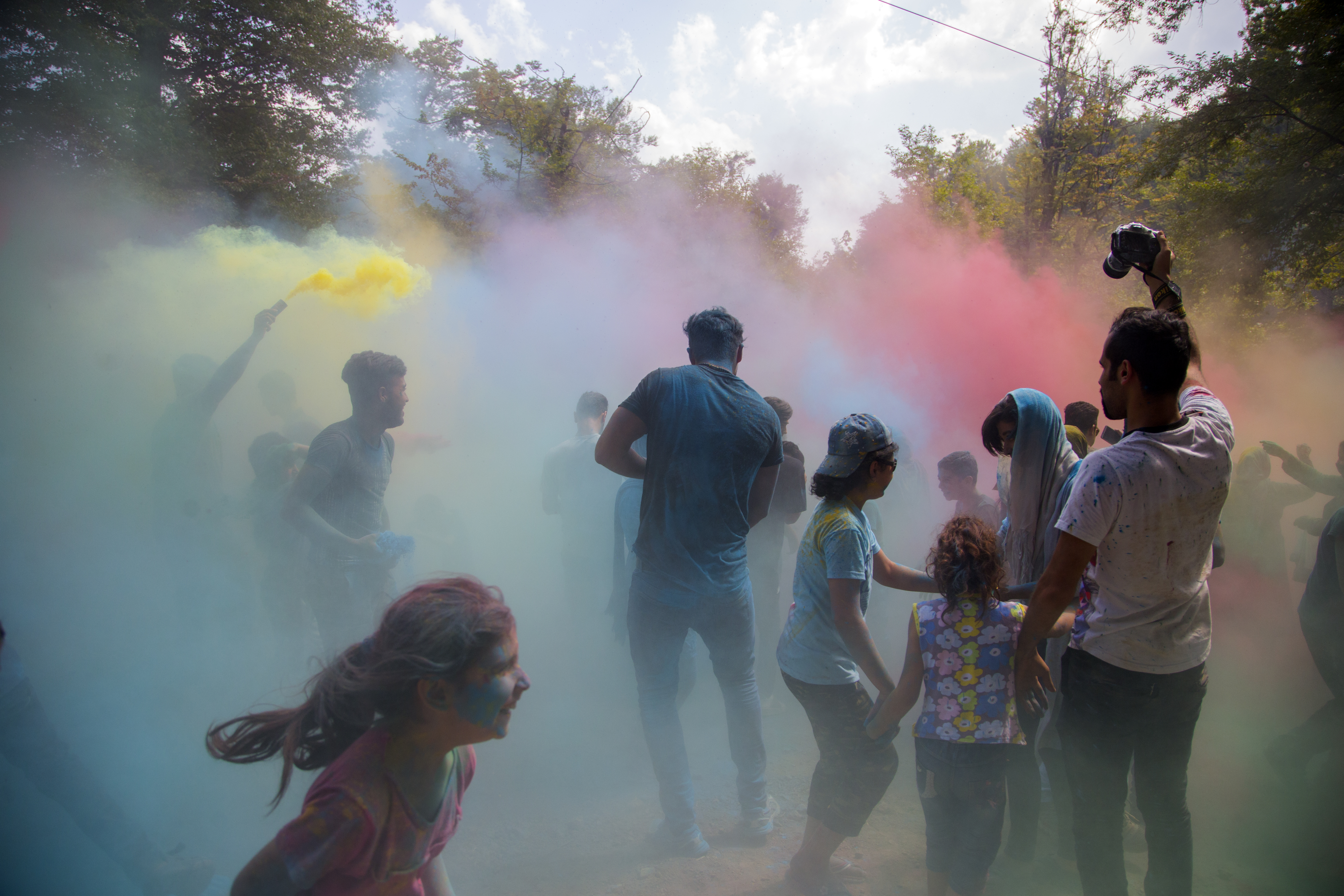
جشن رنگها در گرجی محله
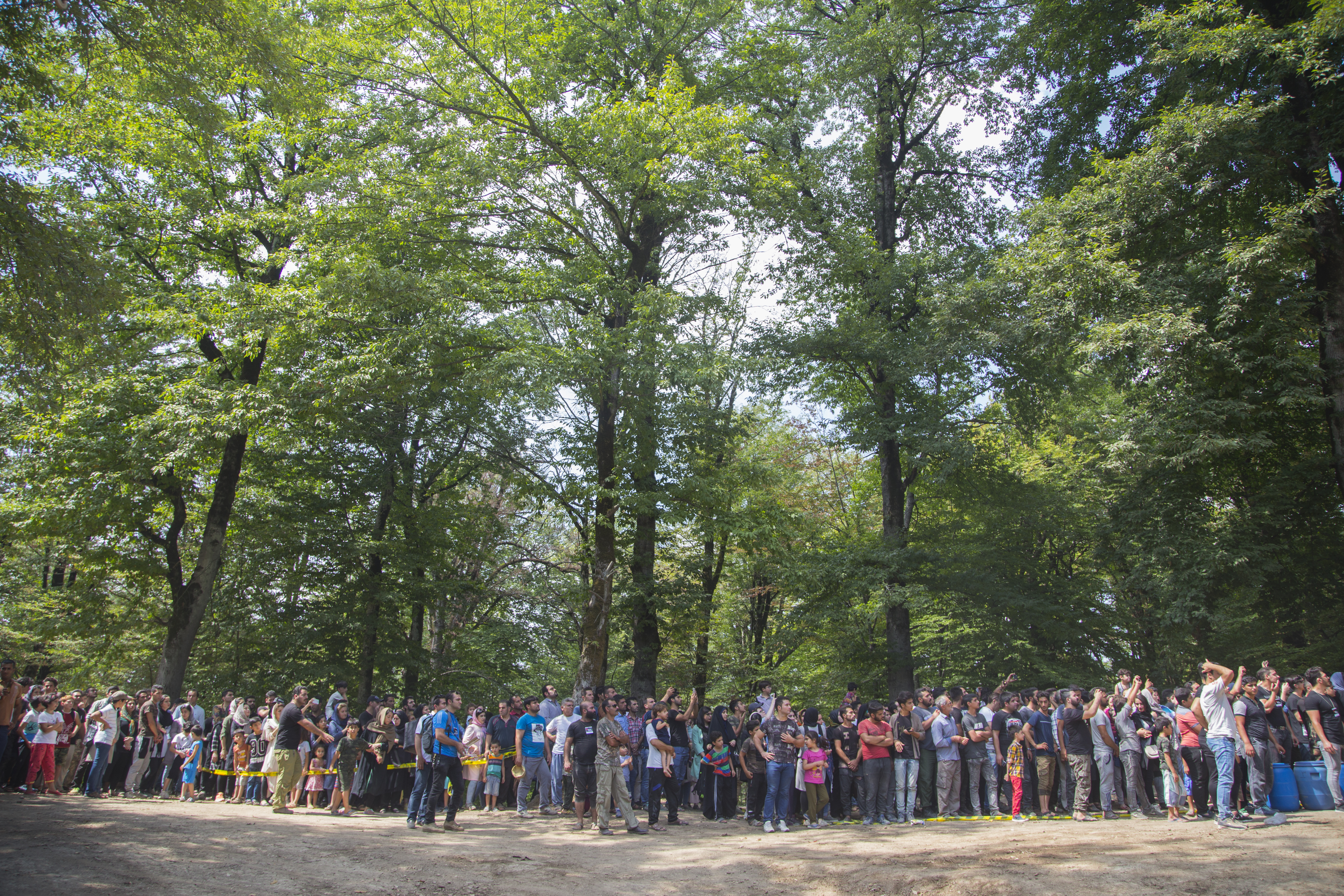
حضور جمعیت، فستیوال نبض گرجی محله
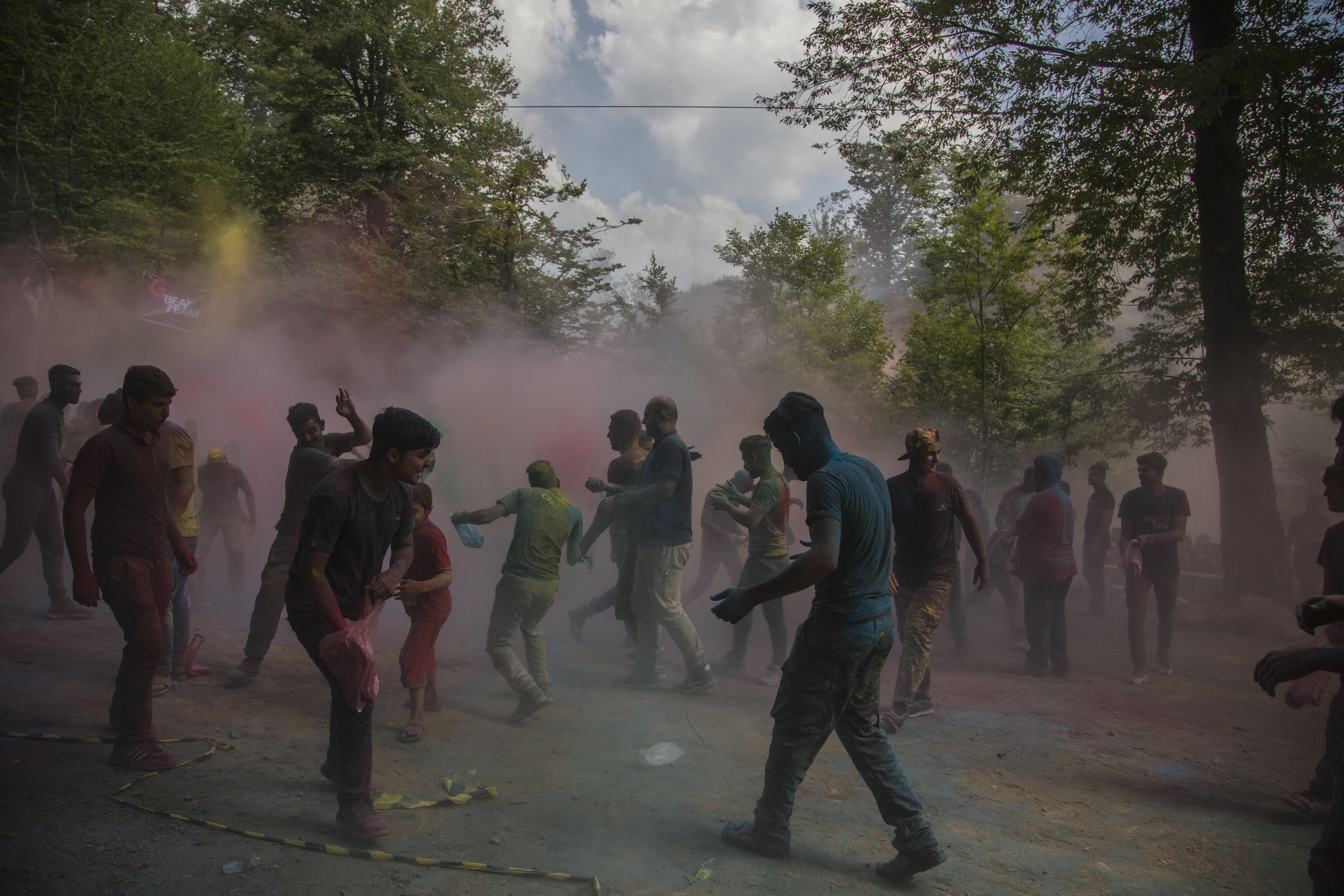
جشنواره رنگ‌ها در گرجی محله
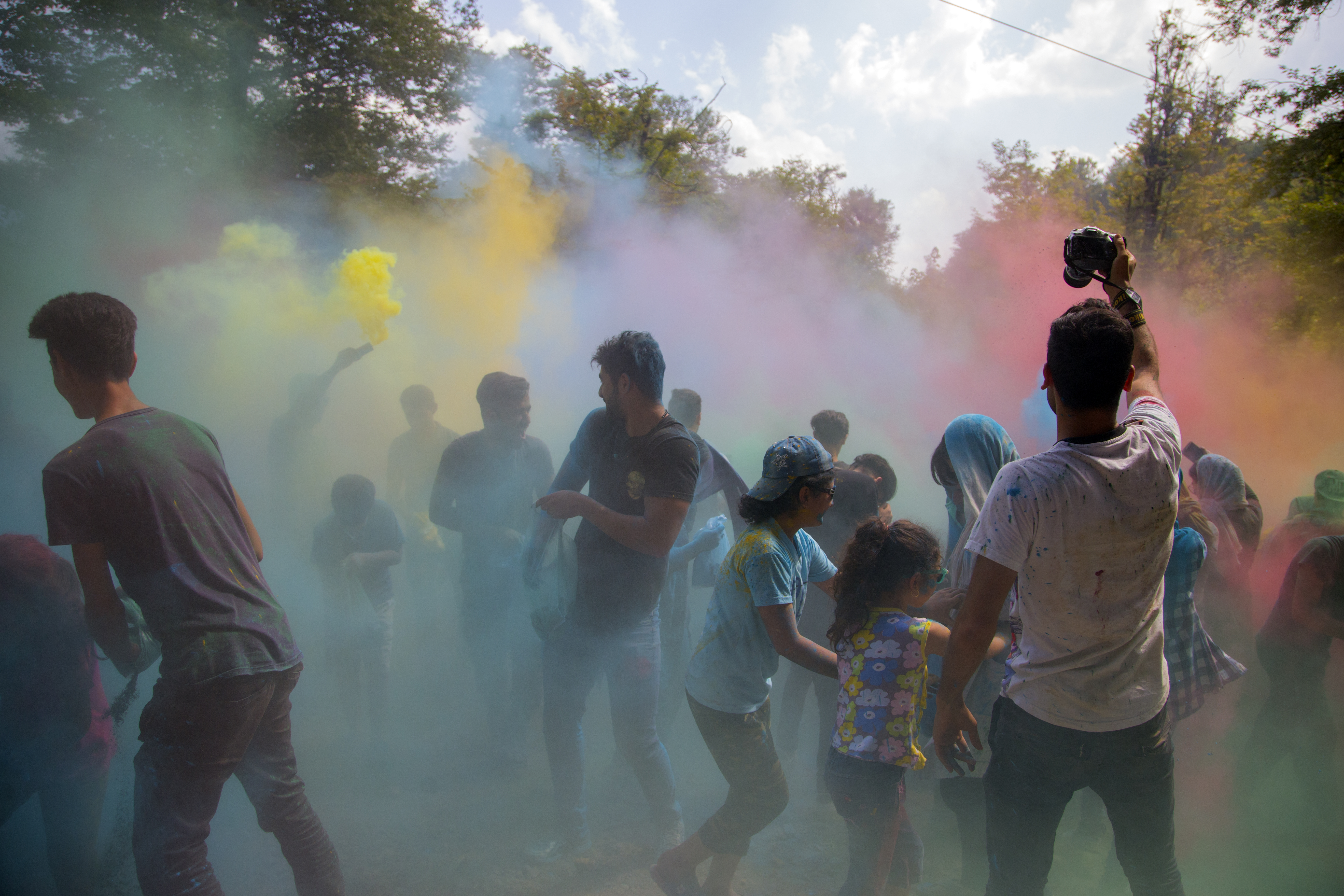
جشنواره رنگ‌ها در گرجی محله